# Lavardac
Lavardac est une commune du Sud-Ouest de la France, située dans le département de Lot-et-Garonne (région Nouvelle-Aquitaine).

## Géographie

### Localisation
Commune de l'aire d'attraction de Nérac située dans son unité urbaine sur la Baïse et sur les anciennes routes nationales RN 130, RN 655 et RN 642.

### Communes limitrophes
Les communes limitrophes sont  Barbaste, Espiens, Feugarolles, Montgaillard-en-Albret, Nérac, Vianne et Xaintrailles.
| Xaintrailles | Montgaillard-en-Albret | Vianne                                    |
|              | Lavardac               | Feugarolles, Espiens (par un quadripoint) |
| Barbaste     |                        | Nérac                                     |

### Climat
Pour des articles plus généraux, voir Climat de la Nouvelle-Aquitaine et Climat de Lot-et-Garonne.
Historiquement, la commune est exposée à un climat océanique aquitain.  
En 2020, Météo-France publie une typologie des climats de la France métropolitaine dans laquelle la commune est exposée à un climat océanique altéré et est dans la région climatique Aquitaine, Gascogne, caractérisée par une pluviométrie abondante au printemps, modérée en automne, un faible ensoleillement au printemps, un été chaud (19,5 °C), des vents faibles, des brouillards fréquents en automne et en hiver et des orages fréquents en été (15 à 20 jours).
Pour la période 1971-2000, la température annuelle moyenne est de 13,4 °C, avec une amplitude thermique annuelle de 15,5 °C. Le cumul annuel moyen de précipitations est de 763 mm, avec 9,9 jours de précipitations en janvier et 6,3 jours en juillet. Pour la période 1991-2020, la température moyenne annuelle observée sur la station météorologique la plus proche, située sur la commune de Nérac à 6 km à vol d'oiseau, est de 13,9 °C et le cumul annuel moyen de précipitations est de 735,7 mm,. Pour l'avenir, les paramètres climatiques de la commune estimés pour 2050 selon différents scénarios d'émission de gaz à effet de serre sont consultables sur un site dédié publié par Météo-France en novembre 2022.

## Urbanisme

### Typologie
Au 1er janvier 2024, Lavardac est catégorisée bourg rural, selon la nouvelle grille communale de densité à sept niveaux définie par l'Insee en 2022.
Elle appartient à l'unité urbaine de Nérac, une agglomération intra-départementale regroupant quatre  communes, dont elle est une commune de la banlieue,,. Par ailleurs la commune fait partie de l'aire d'attraction de Nérac, dont elle est une commune du pôle principal,. Cette aire, qui regroupe 17 communes, est catégorisée dans les aires de moins de 50 000 habitants,.

### Occupation des sols

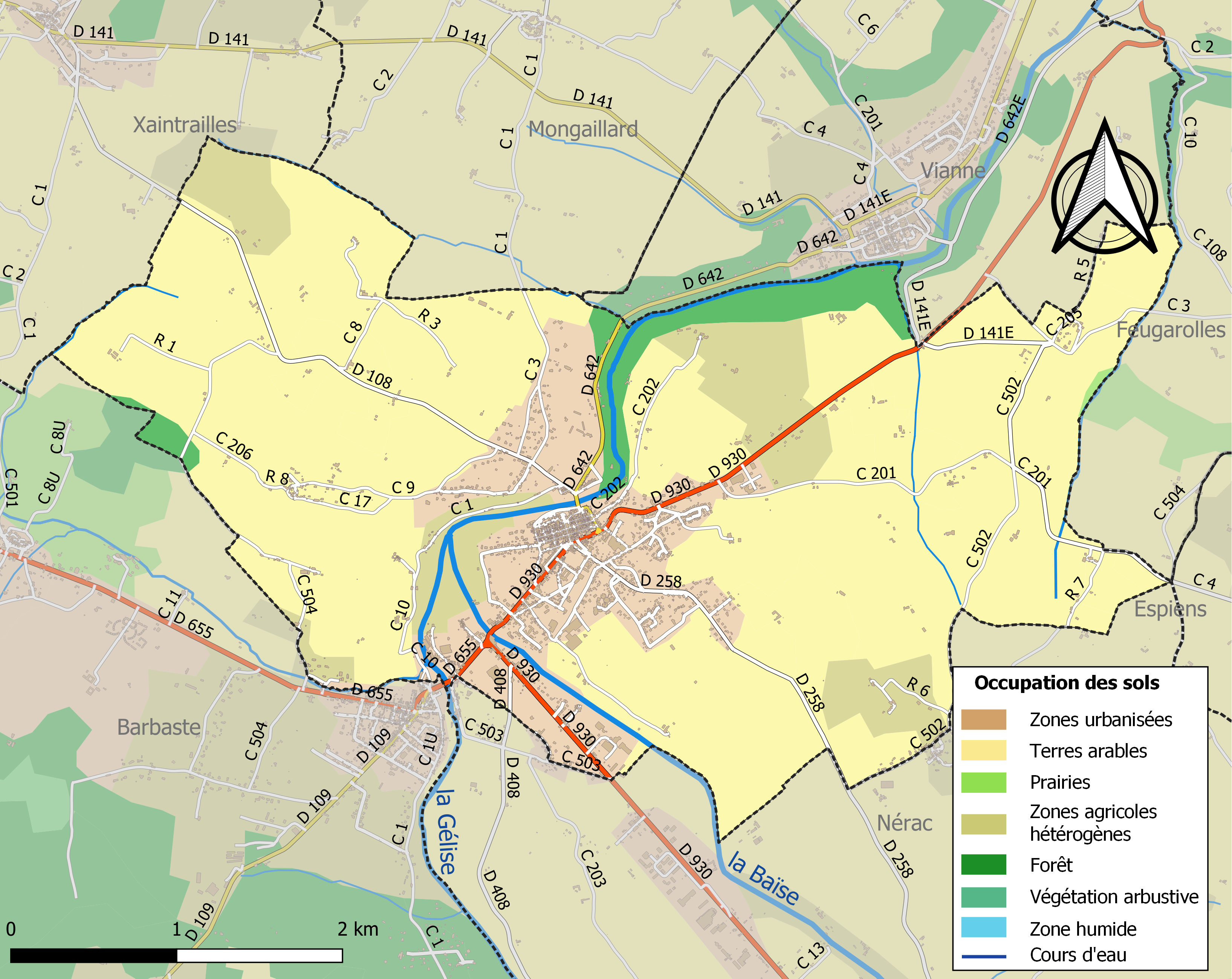
Carte des infrastructures et de l'occupation des sols de la commune en 2018 (CLC).

L'occupation des sols de la commune, telle qu'elle ressort de la base de données européenne d’occupation biophysique des sols Corine Land Cover (CLC), est marquée par l'importance des territoires agricoles (80,7 % en 2018), en diminution par rapport à 1990 (90,2 %). La répartition détaillée en 2018 est la suivante : 
terres arables (58,3 %), zones urbanisées (15,4 %), cultures permanentes (12,3 %), zones agricoles hétérogènes (10 %), forêts (4 %), prairies (0,1 %). L'évolution de l’occupation des sols de la commune et de ses infrastructures peut être observée sur les différentes représentations cartographiques du territoire : la carte de Cassini (XVIIIe siècle), la carte d'état-major (1820-1866) et les cartes ou photos aériennes de l'IGN pour la période actuelle (1950 à aujourd'hui).

### Risques majeurs
Le territoire de la commune de Lavardac est vulnérable à différents aléas naturels : météorologiques (tempête, orage, neige, grand froid, canicule ou sécheresse), inondations, mouvements de terrains et séisme (sismicité très faible). Il est également exposé à un risque technologique,  le transport de matières dangereuses. Un site publié par le BRGM permet d'évaluer simplement et rapidement les risques d'un bien localisé soit par son adresse soit par le numéro de sa parcelle.

#### Risques naturels
Certaines parties du territoire communal sont susceptibles d’être affectées par le risque d’inondation par une crue à  débordement lent de cours d'eau, notamment la Baïse et la Gélise. La commune a été reconnue en état de catastrophe naturelle au titre des dommages causés par les inondations et coulées de boue survenues en 1982, 1983, 1988, 2003, 2009, 2014 et 2021,.
Les mouvements de terrains susceptibles de se produire sur la commune sont des affaissements et effondrements liés aux cavités souterraines (hors mines), des glissements de terrain et des tassements différentiels. Afin de mieux appréhender le risque d’affaissement de terrain, un inventaire national permet de localiser les éventuelles cavités souterraines sur la commune.

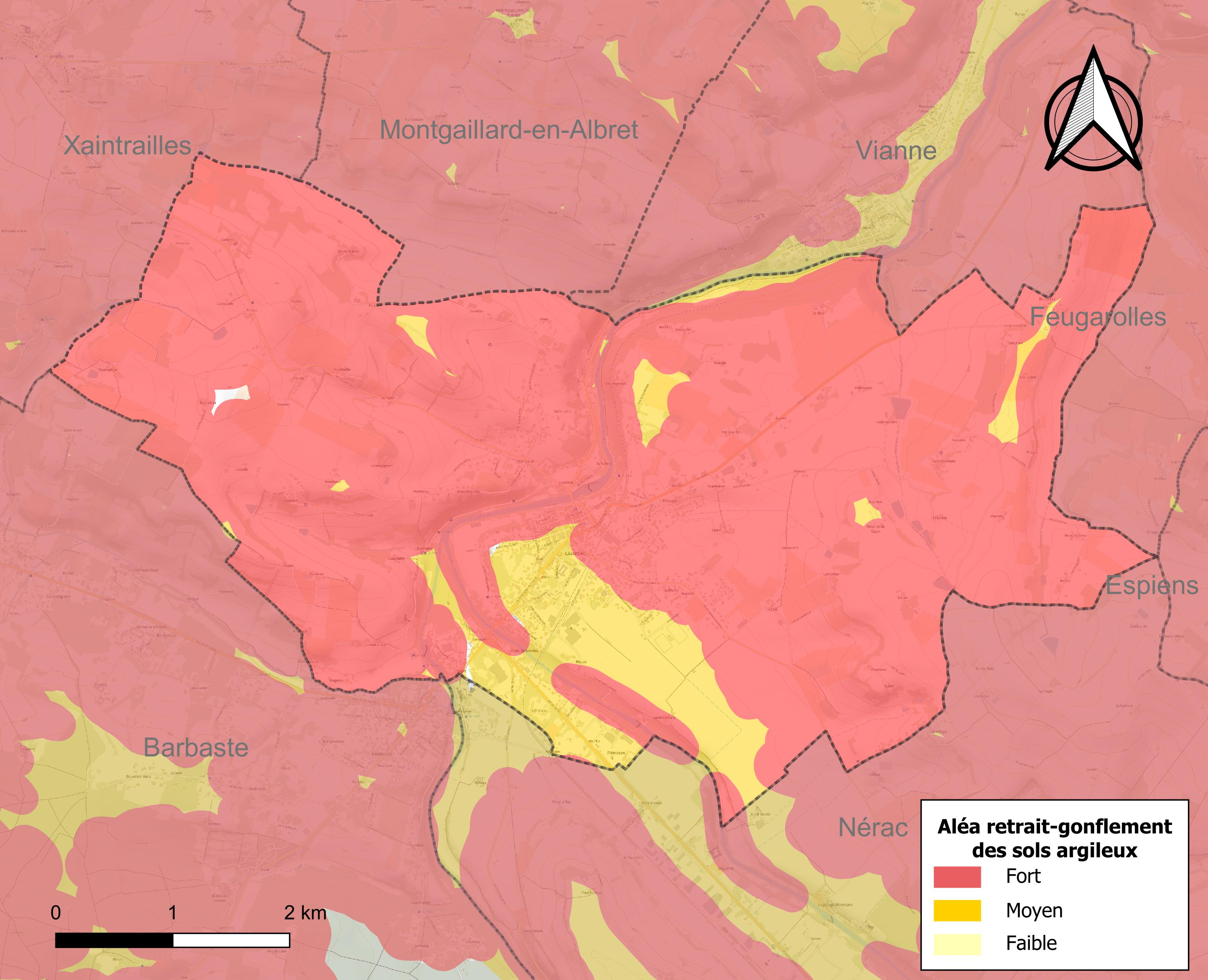
Carte des zones d'aléa retrait-gonflement des sols argileux de Lavardac.

Le retrait-gonflement des sols argileux est susceptible d'engendrer des dommages importants aux bâtiments en cas d’alternance de périodes de sécheresse et de pluie. 99,8 % de la superficie communale est en aléa moyen ou fort (91,8 % au niveau départemental et 48,5 % au niveau national). Depuis le 1er octobre 2020, en application de la loi ELAN, différentes contraintes s'imposent aux vendeurs, maîtres d'ouvrages ou constructeurs de biens situés dans une zone classée en aléa moyen ou fort,.
Concernant les mouvements de terrains, la commune a été reconnue en état de catastrophe naturelle au titre des dommages causés par la sécheresse en 1989, 2002, 2003, 2005, 2006, 2011, 2012 et 2017 et par des mouvements de terrain en 1999.

## Histoire
Lavardac est une bastide fondée vers 1256 par Alphonse de Poitiers.
En 1841, Lavardac absorbe la commune voisine d'Estussan, sur la rive gauche de la Baïse.

### Héraldique
| Blason de Lavardac | Blason  | De gueules à la bande d’argent chargée de trois tourteaux du champ. |
| Blason de Lavardac | Détails | Le statut officiel du blason reste à déterminer.                    |
| Blason de Lavardac | Alias   | De gueules à trois besants d'argent rangés en bande.                |

## Politique et administration

### Liste des maires
| Période      | Période   | Identité               | Étiquette    | Qualité                                                               |
| ------------ | --------- | ---------------------- | ------------ | --------------------------------------------------------------------- |
| 1791         | 1796      | Bernard Dufour         |              |                                                                       |
| 1796         | 1797      | Jean-Baptiste Monthus  |              |                                                                       |
| 1797         | 1799      | Jean-Baptiste Crabit   |              |                                                                       |
| 1799         | 1800      | Jean Cazaubon          |              |                                                                       |
| 1800         | 1810      | Pierre Gignoux         |              |                                                                       |
| 1810         | 1821      | Jean-Baptiste Monthus  |              |                                                                       |
| 1821         | 1830      | Jean-Baptiste Truaut   |              |                                                                       |
| 1830         | 1837      | Joseph Monthus         |              |                                                                       |
| 1837         | 1841      | Aaron Paradis          |              |                                                                       |
| 1841         | 1843      | Joseph Monthus         |              |                                                                       |
| 1843         | 1848      | Aaron Paradis          |              |                                                                       |
| 1848         | 1849      | Eugène Cohu            |              |                                                                       |
| 1849         | 1870      | Jean Barrère           |              |                                                                       |
| 1870         | 1874      | Émile Monthus          |              |                                                                       |
| 1874         | 1876      | Jean Barrère           |              |                                                                       |
| 1876         | 1879      | Émile Monthus          |              |                                                                       |
| 1879         | 1886      | Jean-Baptiste Latouche |              |                                                                       |
| 1886         | 1888      | Jean Micas             |              |                                                                       |
| 1888         | 1919      | Jean Laurent           |              |                                                                       |
| 1919         | 1929      | Jean-Baptiste Tapol    |              |                                                                       |
| 1929         | 1936      | François Laurent       |              |                                                                       |
| 1936         | 1937      | Pierre Gardes          |              |                                                                       |
| 1937         | 1941      | Edmond Gisclard        |              |                                                                       |
| 1941         | 1944      | Jean Capuron           |              |                                                                       |
| 1944         | 1947      | Gabriel Fillol         |              |                                                                       |
| 1947         | 1955      | Paul Filhol            |              |                                                                       |
| 1955         | mars 1971 | Clovis Couloumet       | Rad          |                                                                       |
| mars 1971    | mars 1977 | André Peroua           |              |                                                                       |
| mars 1977    | juin 1995 | André Touron           | UDF          | Professeur                                                            |
| juin 1995    | 2005      | André Bégoule          | RPR          |                                                                       |
| octobre 2005 | mars 2014 | Etienne Gauteron       | RPR puis UMP |                                                                       |
| mars 2014    | mai 2020  | Philippe Barrère       | DVD          |                                                                       |
| mai 2020     | En cours  | Ludovic Biasotto       | DVG          | Fonctionnaire de police, conseiller départemental depuis octobre 2023 |

## Démographie
L'évolution du nombre d'habitants est connue à travers les recensements de la population effectués dans la commune depuis 1793. Pour les communes de moins de 10 000 habitants, une enquête de recensement portant sur toute la population est réalisée tous les cinq ans, les populations de référence des années intermédiaires étant quant à elles estimées par interpolation ou extrapolation. Pour la commune, le premier recensement exhaustif entrant dans le cadre du nouveau dispositif a été réalisé en 2007.

En 2022, la commune comptait 2 297 habitants, en évolution de +2,32 % par rapport à 2016 (Lot-et-Garonne : −0,18 %, France hors Mayotte : +2,11 %).
| 1793  | 1800 | 1806  | 1821  | 1831  | 1836  | 1841  | 1846  | 1851  |
| ----- | ---- | ----- | ----- | ----- | ----- | ----- | ----- | ----- |
| 1 110 | 576  | 1 160 | 1 300 | 1 442 | 1 500 | 1 708 | 1 825 | 1 870 |

| 1856  | 1861  | 1866  | 1872  | 1876  | 1881  | 1886  | 1891  | 1896  |
| ----- | ----- | ----- | ----- | ----- | ----- | ----- | ----- | ----- |
| 2 038 | 2 025 | 2 158 | 2 240 | 2 663 | 2 553 | 2 612 | 2 470 | 2 530 |

| 1901  | 1906  | 1911  | 1921  | 1926  | 1931  | 1936  | 1946  | 1954  |
| ----- | ----- | ----- | ----- | ----- | ----- | ----- | ----- | ----- |
| 2 545 | 2 543 | 2 550 | 2 123 | 2 076 | 2 001 | 2 066 | 2 131 | 2 201 |

| 1962  | 1968  | 1975  | 1982  | 1990  | 1999  | 2006  | 2007  | 2012  |
| ----- | ----- | ----- | ----- | ----- | ----- | ----- | ----- | ----- |
| 2 297 | 2 376 | 2 532 | 2 573 | 2 454 | 2 261 | 2 310 | 2 316 | 2 216 |

| 2017  | 2022  | - | - | - | - | - | - | - |
| ----- | ----- | - | - | - | - | - | - | - |
| 2 260 | 2 297 | - | - | - | - | - | - | - |

## Lieux et monuments
- Place Centrale, où se situe un magnifique kiosque[30].
- Monument aux morts de la Première Guerre mondiale, réalisé en 1922 par le sculpteur Daniel Bacqué[31].
- Église Notre-Dame-de-l'Assomption de Lavardac[32]. Elle est inscrite à l'Inventaire général du patrimoine culturel[33].
- Église Saint-Pierre d’Estussan[34]. Elle est inscrite à l'Inventaire général du patrimoine culturel[35].
- Temple protestant de Lavardac[36].
- Maison à colombages dans le centre historique de Lavardac[37].

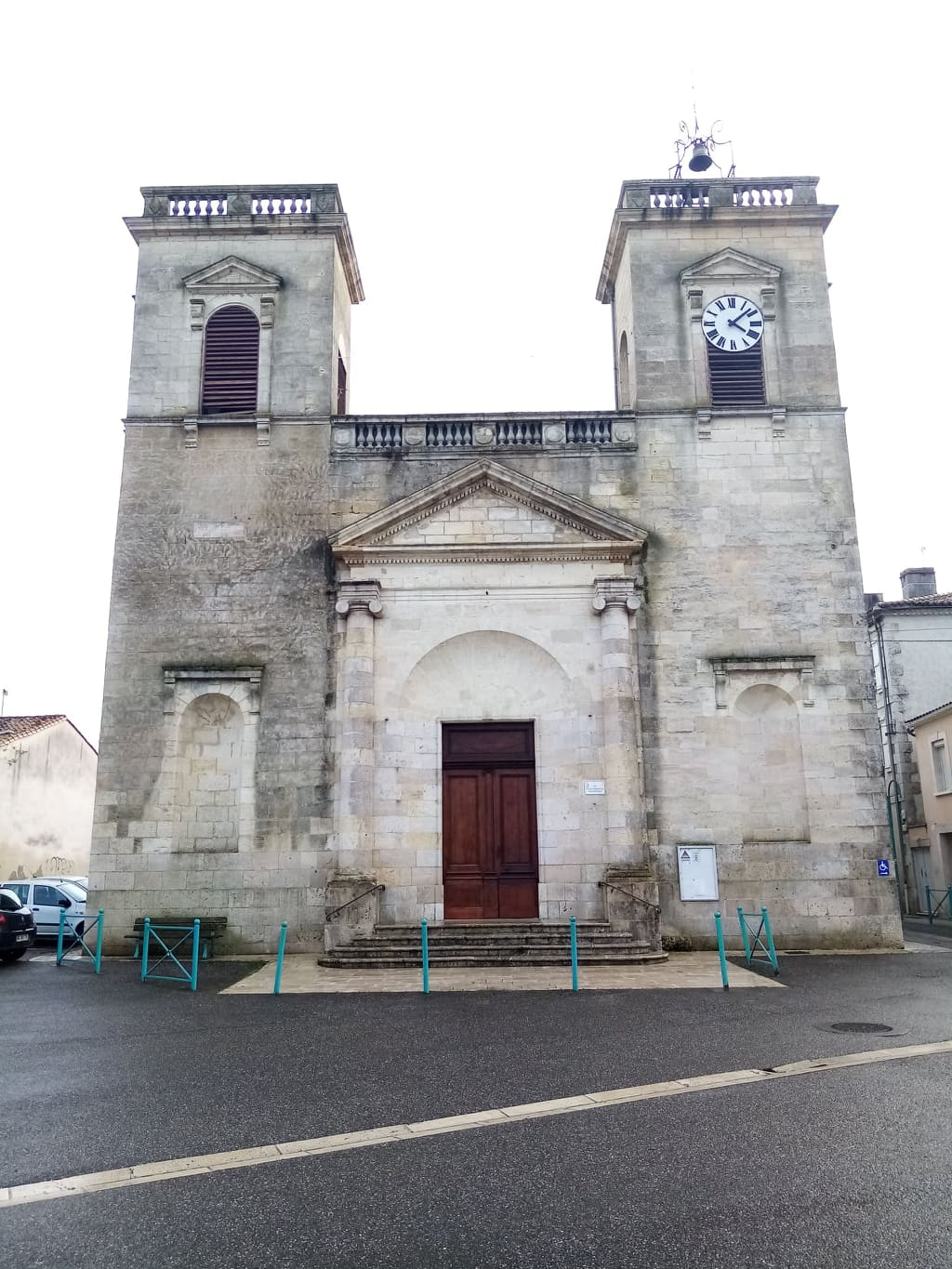
Église Notre-Dame de l'Assomption de Lavardac

- Maison éclusière de Lavardac[38].

## Vie locale

### Sports
- Équipe de rugby à XV qui évolue dans le championnat de France de 3e division fédérale : l'Union Sportive Lavardac-Barbaste[39], aussi connue sous le nom de « La Bido » (en référence à l'activité bouchonnière de la ville[40]).

Elle détient en plus, une salle de sport.
- Lavardac avait jusque dans les années 60 une équipe de rugby à XIII, « la Bidochonnaise »[40]. Lavardac XIII est un des clubs les plus titrés de l'histoire fédérale du rugby à XIII français : le club a gagné à plusieurs reprises le championnat de France Amateurs et la Coupe Falcou, avec un dernier titre en 1958.
- Val Albret Basket : club de basket. Une équipe masculine en N3.

#### Enseignement
Un collège, une école maternelle et école primaire, une bibliothèque municipale aux animations surprenantes.

#### Service public
Une gendarmerie, ainsi qu'une caserne de pompiers.

## Personnalités liées à la commune

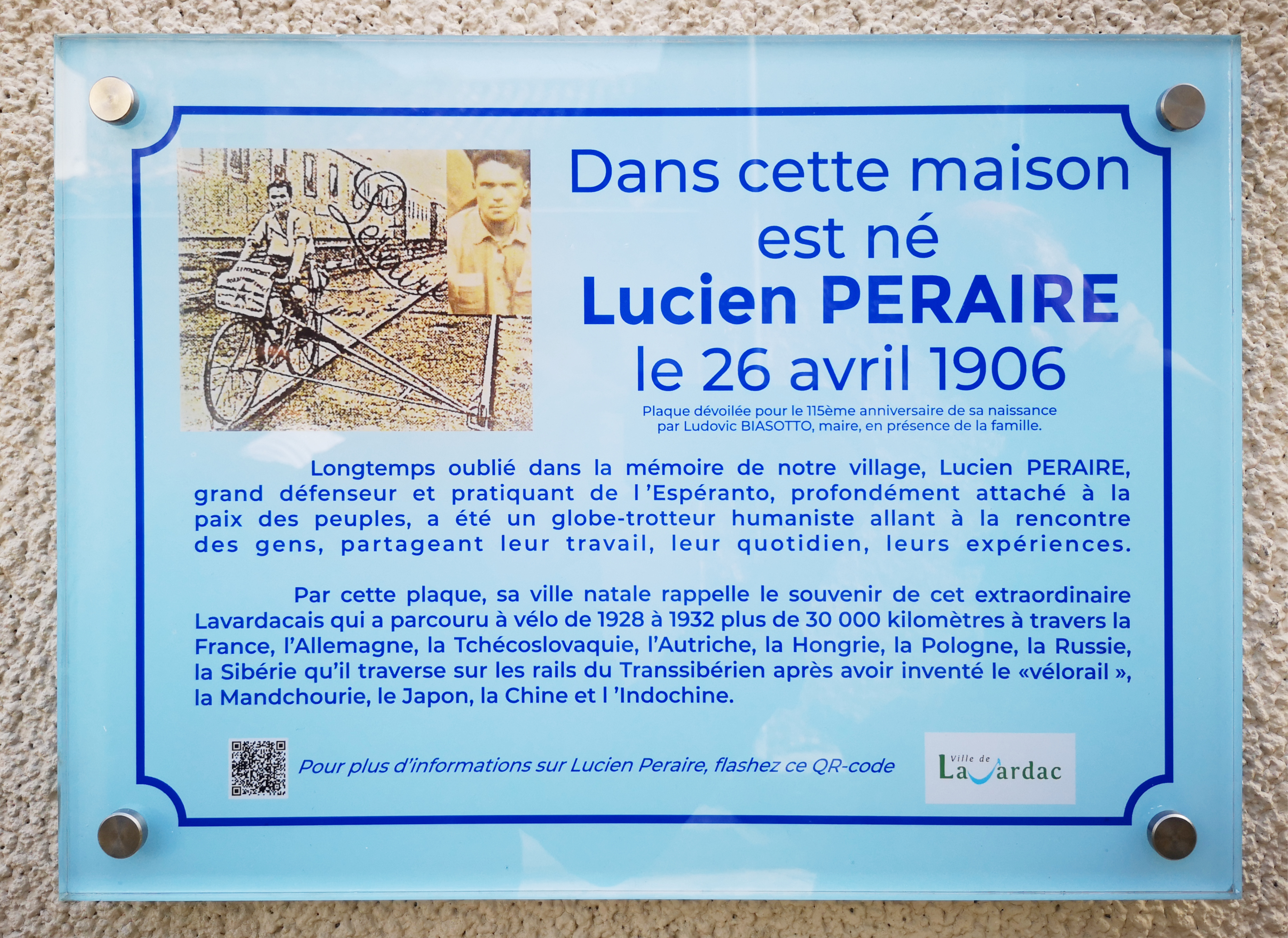
Plaque commémorative apposée sur la maison natale de Lucien Péraire.

- Jean Barreteau, joueur international de rugby à XIII, dont le stade sportif de Lavardac porte le nom.
- Henry Cézanne (1869-1949), avocat, personnalité du monde syndical et automobile.
- Louis Delrieu (ca) (1889-1976), aviateur né à Lavardac.
- Pierre Fouyssac, joueur de rugby à XV.
- Gérard Dautant, joueur international de rugby à XIII.
- Gilbert Dautant, président de la Fédération française de rugby à XIII de 1991 à 1993.
- Lucien Péraire, cyclotouriste, qui a effectué un périple de France jusqu'en Extrême-Orient (dont une partie sur les rails du Transsibérien) avec pour outils principaux son vélo et la langue espéranto, de 1928 à 1932.
- Michel Périn, cycliste.
- Henry Montaigu, écrivain décédé dans la commune.
- Henri Cazalet député né dans la commune.
- Laurent Camiade curé de la commune.
- Fanny Riberot cycliste.
- Jean Dérens historien.